# TREML4
TREML4 (англ. Triggering receptor expressed on myeloid cells like 4) — білок, який кодується однойменним геном, розташованим у людей на 6-й хромосомі. Довжина поліпептидного ланцюга білка становить 200 амінокислот, а молекулярна маса — 21 924.
| 10         |  | 20         |  | 30         |  | 40         |  | 50         |
| ---------- |  | ---------- |  | ---------- |  | ---------- |  | ---------- |
| MAWGGVHTCC |  | FHLCCCCSWP |  | QGAVPEELHK |  | HPGQTLLLQC |  | QYSPKRGPYQ |
| PKSWCQQTSP |  | SRCTLLVTSS |  | KPWTAVQKSH |  | YTIWDKPNAG |  | FFNITMIQLT |
| QNDSGFYWCG |  | IYNASENIIT |  | VLRNISLVVS |  | PAPTTSPMWT |  | LPWLPTSTVL |
| ITSPEGTSGH |  | PSINGSETRK |  | SRAPACLGSG |  | GPRFLVLVLC |  | GLLLAKGLML |
|            |  |            |  |            |  |            |  |            |

A: Аланін

C: Цистеїн

D: Аспарагінова кислота

E: Глутамінова кислота

F: Фенілаланін

G: Гліцин

H: Гістидин

I: Ізолейцин

K: Лізин

L: Лейцин

M: Метіонін

N: Аспарагін

P: Пролін

Q: Глутамін

R: Аргінін

S: Серин

T: Треонін

V: Валін

W: Триптофан

Секретований назовні.